# Giro del Trentino 2003
Il Giro del Trentino 2003, ventisettesima edizione della corsa, si svolse dal 24 al 27 aprile su un percorso di 659 km ripartiti in 4 tappe, con partenza e arrivo ad Arco. Fu vinto dall'italiano Gilberto Simoni della Saeco davanti al suo connazionale Stefano Garzelli e allo sloveno Tadej Valjavec.

## Tappe
| Tappa  | Data      | Percorso             | km    | Vincitore di tappa | Leader cl. generale |
| ------ | --------- | -------------------- | ----- | ------------------ | ------------------- |
| 1ª     | 24 aprile | Arco > Moena         | 170,5 | Stefano Garzelli   | Stefano Garzelli    |
| 2ª     | 25 aprile | Moena > Ronzone      | 166,5 | Gilberto Simoni    | Gilberto Simoni     |
| 3ª     | 26 aprile | Fondo > Levico Terme | 165,4 | Elio Aggiano       | Gilberto Simoni     |
| 4ª     | 27 aprile | Caldonazzo > Arco    | 156,4 | Michele Gobbi      | Gilberto Simoni     |
| Totale | Totale    | Totale               | 659   |                    |                     |

## Dettagli delle tappe

### 1ª tappa
- 24 aprile: Arco > Moena – 170,5 km

| Pos. | Corridore        | Squadra        | Tempo    |
| ---- | ---------------- | -------------- | -------- |
| 1    | Stefano Garzelli | Vini Caldirola | 4h58'00" |
| 2    | Gilberto Simoni  | Saeco          | s.t.     |
| 3    | Tadej Valjavec   | Fassa Bortolo  | s.t.     |

| Pos. | Corridore        | Squadra        | Tempo    |
| ---- | ---------------- | -------------- | -------- |
| 1    | Stefano Garzelli | Vini Caldirola | 4h57'50" |
| 2    | Gilberto Simoni  | Saeco          | a 4"     |
| 3    | Tadej Valjavec   | Fassa Bortolo  | a 6"     |

### 2ª tappa
- 25 aprile: Moena > Ronzone – 166,5 km

| Pos. | Corridore        | Squadra        | Tempo    |
| ---- | ---------------- | -------------- | -------- |
| 1    | Gilberto Simoni  | Saeco          | 4h42'19" |
| 2    | Stefano Garzelli | Vini Caldirola | a 9"     |
| 3    | Tadej Valjavec   | Fassa Bortolo  | a 16"    |

| Pos. | Corridore        | Squadra        | Tempo    |
| ---- | ---------------- | -------------- | -------- |
| 1    | Gilberto Simoni  | Saeco          | 9h40'03" |
| 2    | Stefano Garzelli | Vini Caldirola | a 9"     |
| 3    | Tadej Valjavec   | Fassa Bortolo  | a 24"    |

### 3ª tappa
- 26 aprile: Fondo > Levico Terme – 165,4 km

| Pos. | Corridore    | Squadra       | Tempo    |
| ---- | ------------ | ------------- | -------- |
| 1    | Elio Aggiano | Form. Pinzolo | 4h08'31" |
| 2    | Mauro Facci  | Fassa Bortolo | s.t.     |
| 3    | Nicola Loda  | Fassa Bortolo | s.t.     |

| Pos. | Corridore        | Squadra        | Tempo     |
| ---- | ---------------- | -------------- | --------- |
| 1    | Gilberto Simoni  | Saeco          | 13h48'42" |
| 2    | Stefano Garzelli | Vini Caldirola | a 9"      |
| 3    | Tadej Valjavec   | Fassa Bortolo  | a 24"     |

### 4ª tappa
- 27 aprile: Caldonazzo > Arco – 156,4 km

| Pos. | Corridore         | Squadra       | Tempo    |
| ---- | ----------------- | ------------- | -------- |
| 1    | Michele Gobbi     | De Nardi      | 4h02'14" |
| 2    | Rinaldo Nocentini | Form. Pinzolo | s.t.     |
| 3    | Serhij Hončar     | De Nardi      | s.t.     |

| Pos. | Corridore        | Squadra        | Tempo     |
| ---- | ---------------- | -------------- | --------- |
| 1    | Gilberto Simoni  | Saeco          | 17h52'43" |
| 2    | Stefano Garzelli | Vini Caldirola | a 9"      |
| 3    | Tadej Valjavec   | Fassa Bortolo  | a 24"     |

## Classifiche finali

### Classifica generale
| Pos. | Corridore            | Squadra        | Tempo     |
| ---- | -------------------- | -------------- | --------- |
| 1    | Gilberto Simoni      | Saeco          | 17h52'43" |
| 2    | Stefano Garzelli     | Vini Caldirola | a 9"      |
| 3    | Tadej Valjavec       | Fassa Bortolo  | a 24"     |
| 4    | Leonardo Bertagnolli | Saeco          | a 1'18"   |
| 5    | Graziano Gasparre    | De Nardi       | a 1'40"   |
| 6    | Paolo Lanfranchi     | Panaria        | s.t.      |
| 7    | Félix García Casas   | Team Bianchi   | s.t.      |
| 8    | Sylwester Szmyd      | Mercatone Uno  | a 1'45"   |
| 9    | José Castelblanco    | Colombia       | a 1'47"   |
| 10   | Paolo Tiralongo      | Panaria        | a 2'00"   |